# Agave gracielae
Agave gracielae es una especie de planta perteneciente a la familia Asparagaceae. La especie es dedicada a la Dra. Graciela Calderón de Rzedowski, por sus valiosas aportaciones al conocimiento de la flora de México.
En la región,  la especie se conoce con el nombre común de “chaguillo” o “maguey chino”. Los pobladores utilizan las flores en botón que llaman “chíveles”, como verdura; en tanto que los escapos de las inflorescencias jóvenes (quiotes) se cuecen y consumen como dulce; por lo que no resulta raro encontrar poblaciones de este maguey en las que prácticamente a todos los individuos en floración se les ha cortado la inflorescencia. También se acostumbra dar uso ornamental a las plantas, pues las rosetas son vistosas y pueden ser trasplantadas a jardines y huertos o colocarse en macetas a la entrada de negocios o casas particulares, lo que indica que este Agave podría tener cierto interés ornamental.

## Clasificación y descripción
Planta perenne, cespitosa, formando agrupaciones densas. Roseta semiesférica, de 16 a 60(70) cm de altura, por 35 a 75 cm de diámetro, con (65)100 a 230 hojas. Hojas lineares, de 13,5 a 55(60) cm de largo, por 1 a (1,2)1,5 cm de ancho, deltoides en la base, de color verde claro, vainas de 2,5 a 5 cm de largo, por 1,8 a 2,5(3) cm de ancho en la base, blanquecinas, carnosas, láminas rectas a ligeramente incurvadas en la madurez, carnoso-coriáceas, flexibles, planas o ligeramente cóncavas en el haz, especialmente hacia el ápice, con una quilla media en el envés, ambas superficies lisas. Inflorescencia espiciforme, de 150 a 245 cm de largo. Pedúnculo recto, de 95 a 185 cm de longitud, por 8 a 15 mm de diámetro arriba de la roseta, verde, a menudo con tonos rojizos o café-rojizos, brácteas del pedúnculo lineares, de 2 a 5 cm de largo, base deltoide, 3,5 a 4 mm de ancho, café-rojizas. Porción fértil de la inflorescencia de 35 a 75 cm de largo, brácteas florales 1,5 a 2,5 cm de longitud, similares a las brácteas del pedúnculo; flores geminadas, sésiles, corola tubular en la base; tépalos de 7 a 11 mm de largo por 3 a 4,5 mm de ancho, ovado-oblongos, los externos agudos, los internos ligeramente más cortos, redondeados, con amplia quilla media, ambos con ápices cuculados, pilosos; filamentos de 3 a 4 cm de longitud, verdosos, con tintes rojizos o totalmente purpúreos, insertos en dos niveles en el tercio superior del tubo, anteras de 1 cm de largo; cápsula ovoide-elipsoidal, de 1,5-1,7 cm de largo por 1-1,2 cm de diámetro, de color café-oscuro; semillas de 3,8-5 mm de largo, por 2,2-2,5 mm de ancho, semicirculares, negras, superficie brillante.

## Distribución
A. gracielae, hasta hoy solo se ha registrado de localidades enclavadas en la Sierra Madre Oriental, en el extremo NE del estado de Querétaro y en el SE de San Luis Potosí, si bien existe la posibilidad de que su distribución se extienda a las entidades vecinas de Hidalgo y Tamaulipas, en las que se presentan condiciones adecuadas para su desarrollo. Es muy probable que el espécimen citado por Gentry (1982) como Agave dasylirioides de San Luis Potosí pertenezca a esta especie. Sin embargo, en virtud de que el ejemplar de herbario solo consta de hojas, no se puede asegurar que corresponda a este taxón.

## Hábitat
A. gracielae crece sobre rocas calizas cársticas formando grupos densos, en sitios con vegetación de bosque de pino-encino, compuestos por Arbutus xalapensis, Pinus greggii, P. teocote, Quercus crassipes, Q. mexicana, Q. polymorpha, o en bosque mesófilo de montaña constituido por Abies aff. guatemalensis, A. xalapensis, Cleyera thaeoides, Cupressus lusitanica, Juglans mollis, Ostrya virginiana, P. greggii, Quercus affinis, Taxus globosa y Tilia mexicana. Ocupa un intervalo altitudinal que oscila entre 1200 y 2400 m s. n. m.; sus poblaciones crecen en áreas restringidas, si bien, localmente puede ser abundante. La floración se inicia en abril y se prolonga hasta el mes de julio, los frutos maduros se presentan a partir del mes de junio.